# Кедр гималайский
Кедр гимала́йский (лат. Cedrus deodara), или деода́р — хвойное дерево, один из видов рода Кедр, быстрорастущая порода, произрастает в восточной Азии, на северо-западе Гималаев в горах Афганистана, Пакистана, Индии и Непала. Поднимается в горы до 3600 м, образует леса с елью, сосной, пихтой.

## Ботаническое описание
Кедр гималайский — дерево, достигающее высоты 50 м и более, с диаметром ствола до 3 м. Отличается ширококонусовидной кроной, характерной для взрослых экземпляров растений. Ветви расположены горизонтально. Древесина прочная и в то же время мягкая и ароматная, со светло-желтоватой заболонью и красновато-коричневым тёмным ядром.
Хвоя мягкая, тонкая, светло-серо-зелёная с сизым оттенком, собрана в пучки, по 30—40 хвоинок в каждой. Они 3—4-гранные, длиной до 5 сантиметров. Живёт хвоинка от трёх до шести лет.
Шишка созревает в течение 1-1,5 лет. После созревания, на второй — третий год осыпается. На ветвях шишки сидят сверху и обращены вверх.
Семена беловатые, длиной 16—17 мм, с большим светло-коричневым крылом, смолистые, практически несъедобные.
Кедр гималайский лучше других видов кедра переносит затенение. Живёт до 1000 лет, но в идеальных условиях деревья могут достигать и возраста 3000 лет. Такие старые и мощные деревья в Гималаях уже не встречаются.
- Кора
- Хвоя
- Cedrus deodara 'Gold Cone'
- Женская шишка
- Мужские шишки

## Хозяйственное значение и применение
Используется для озеленения на черноморском побережье Кавказа и в Европе. Очень хорошо растёт на южном берегу Крыма, достигает своих обыкновенных размеров, очень декоративен и поэтому широко используется в данном регионе для озеленения населённых пунктов. Выдерживает морозы до -23°С, поэтому может выращиваться и в других регионах юга России.